# WebSphere Portal
IBM WebSphere Portal es un conjunto de herramientas de software que permite a las empresas construir y gestionar portales web. Proporciona un único punto de acceso a los contenidos web y a las aplicaciones, proporcionando un aspecto diferente y personalizado para cada usuario.
De acuerdo a una comparación de software para portales horizontales de Gartner, WebSphere Portal es líder en ese mercado, habiendo desarrollado "innovaciones del producto significativas" y obteniendo "éxito en las ventas a nuevos clientes de diferentes industrias". WebSphere Portal ha sido revisado en numerosas ocasiones en la prensa de la industria de TIC y tiene el honor de haber sido premiada con el "eWeek Magazine's 2004 Excellence Award" dentro de la categoría "Portales y Gestión del Conocimiento", con el "Java Pro Magazine's 2003 Reader's Choice Award" como "Mejor Herramienta para Equipos de Desarrollo" y el "Software & Information Industry Association's 2003 Codie Award" como "Mejor Plataforma para Portales Empresariales".
El paquete WebSphere Portal es un componente del software WebSphere. Como WebSphere, el paquete WebSphere Portal es desarrollado y comercializado por IBM. Disponible desde 2001, se distribuye actualmente por su versión 8.5.